# Staré Seló (Sarny)
Staré Seló (ucraniano: Старе́ Село́) es un municipio rural y pueblo de Ucrania, perteneciente al raión de Sarny en la óblast de Rivne.
En 2018, el municipio tenía una población de 6796 habitantes, de los cuales algo menos de tres mil vivían en la capital municipal homónima y el resto repartidos en tres pedanías. El municipio se fundó en 2018 mediante la fusión de los hasta entonces consejos rurales de Staré Seló (con su pedanía Drozdýn) y Vézhytsia (con su pedanía Perejódychi).
Se conoce la existencia del pueblo en documentos desde 1750, cuando pertenecía a la República de las Dos Naciones. En la partición de 1793 pasó a formar parte del Imperio ruso, que lo integró en la gobernación de Volinia. Hasta 2020 pertenecía al raión de Rokytne.
El pueblo se ubica unos 50 km al noreste de Sarny, junto a la frontera con Bielorrusia.